# Lucas-Cranach-Turm
Der Lucas-Cranach-Turm ist ein 22 Meter hoher Aussichtsturm des Frankenwaldvereins in der Nähe der oberfränkischen Kreisstadt Kronach. Er ist nach dem deutschen Maler und Grafiker Lucas Cranach (um 1472–1553) benannt, der in Kronach geboren wurde. Die Aussichtsplattform des Turms befindet sich 18 Meter über dem Boden und ist über eine Wendeltreppe mit 88 Stufen erreichbar.

## Lage
Der Lucas-Cranach-Turm steht auf der Gemarkung des Weißenbrunner Ortsteils Thonberg etwa drei Kilometer südlich der Kronacher Kernstadt und rund 1,5 Kilometer östlich des Kronacher Stadtteils Neuses auf der 494 Meter hohen Kaltbucher Höhe. Die beiden Wanderwege Burgenweg und Frankenweg führen an ihm vorbei.
Über den Burgenweg sind es
- von Norden kommend ca. 3 km ab Kronach,
- von Südosten kommend ca. 3 km ab Weißenbrunn.

Aus südwestlicher Richtung erreicht man den Turm von der Bundesstraße 85 nach etwa 1,5 km auf nicht markierten Wegen.
Von der Straße Kronach-Mostrach führen ebene Waldwege auf etwa 1 km Länge zum Lucas-Cranach-Turm (am Fernsehturm vorbei).

## Aussicht
Im Westen reicht der Blick bis Kloster Banz und zu den Eierbergen bei Bad Staffelstein, im Süden über Kulmbach bis zum Kordigast und den Staffelberg, im Osten über die Radspitze bis zum Schneeberg und Ochsenkopf im Fichtelgebirge, im Norden erhebt sich die Festung Rosenberg, dahinter sind der 758 m hohe Schneidberg und bei guter Sicht der Wetzstein zu erkennen.

## Geschichte

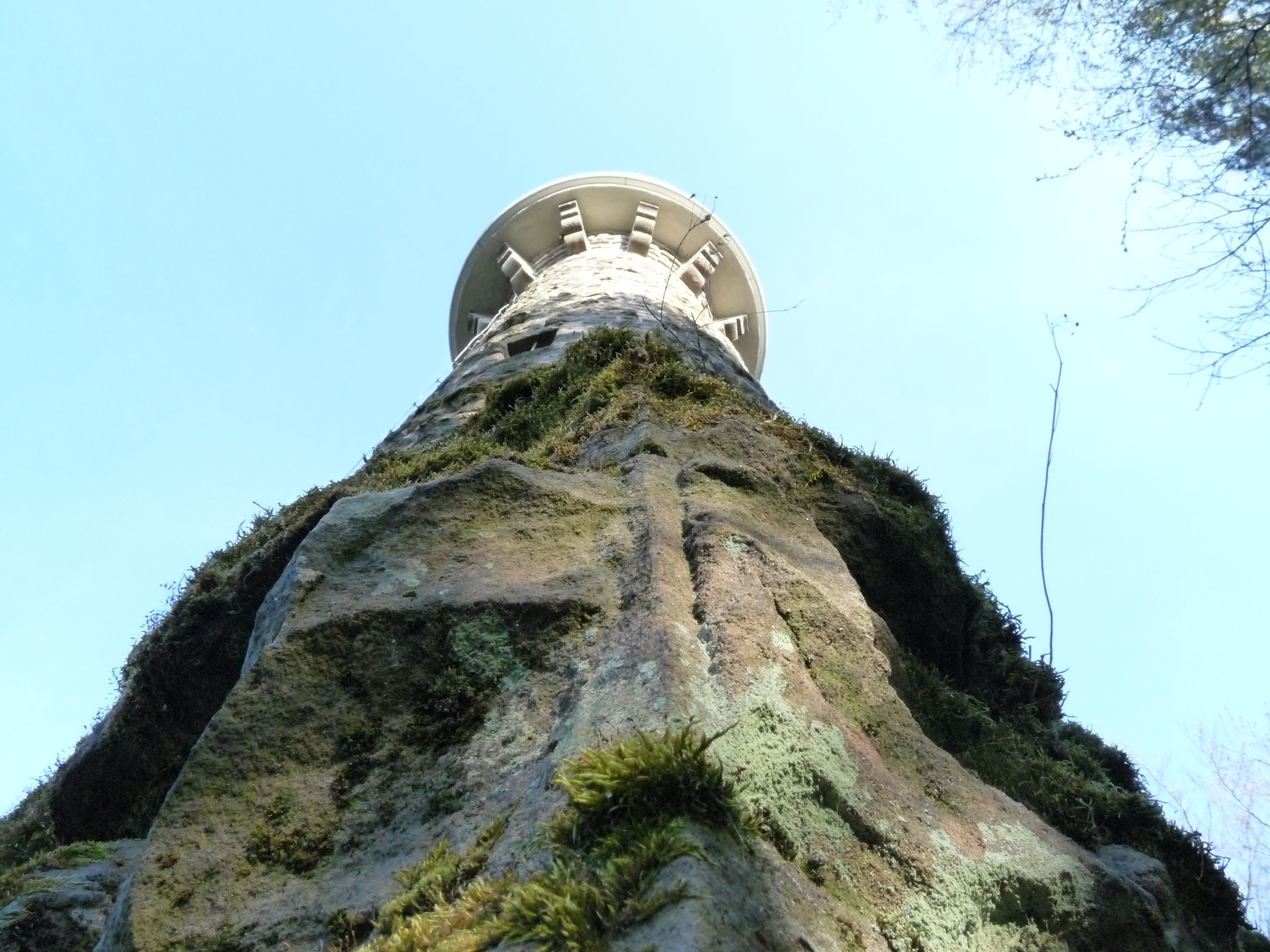
Der Lucas-Cranach-Turm aus der Froschperspektive

Anfang der 1880er Jahre diente ein Steinhaufen als Aussichtspunkt am Standort des Lucas-Cranach-Turms. 1884 folgte ein einfacher, zwölf Meter hoher Holzturm, der jedoch kurze Zeit nach seiner Errichtung bei einem Unwetter zerstört wurde. Der Bau des heutigen Aussichtsturms geht zu einem großen Teil auf die Initiative der 1911 gegründeten Ortsgruppe Kronach des Frankenwaldvereins zurück. Ausgeführt wurden die Arbeiten von Baumeister Franz Haun, von dem auch der Bauplan des Turms stammt. Die vergleichsweise geringen Baukosten in Höhe von 4000 Mark wurden zum Teil mit Spenden aus der Bevölkerung gedeckt. Die Fertigstellung des Lucas-Cranach-Turms erfolgte nach dreimonatiger Bauzeit am 23. August 1913, offiziell eingeweiht wurde er am 22. September 1913.
Im Jahr 1983 musste der Turm aufgrund von Beschädigungen durch Witterungseinflüsse und Vandalismus geschlossen werden. Nach einer umfangreichen Sanierung des Turmkopfes, für die Mittel in Höhe von 72.000 DM aufgewendet werden mussten, erfolgte am 14. September 1986 die Wiedereröffnung. Weitere Sanierungsarbeiten folgten im Jahr 2006, nachdem in den Jahren zuvor erneut Schäden an Dach und Blitzschutz des Bauwerks aufgetreten waren. Im Zuge dieser Arbeiten wurden auch Orientierungstafeln an der Brüstung der Aussichtsplattform angebracht. Die Wiedereinweihung des Turms erfolgte am 17. September 2006.

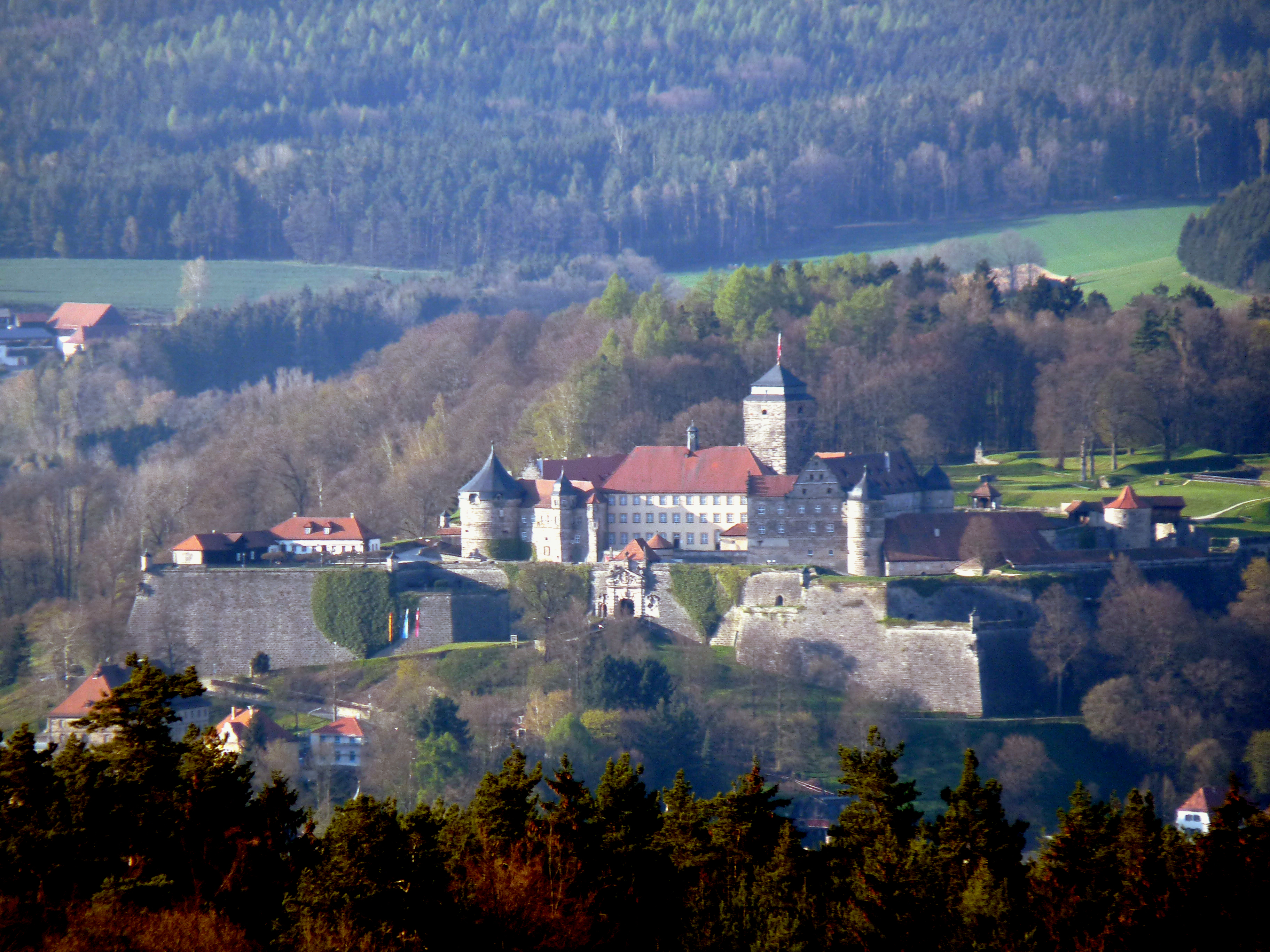
Die Festung Rosenberg vom Lucas-Cranach-Turm aus
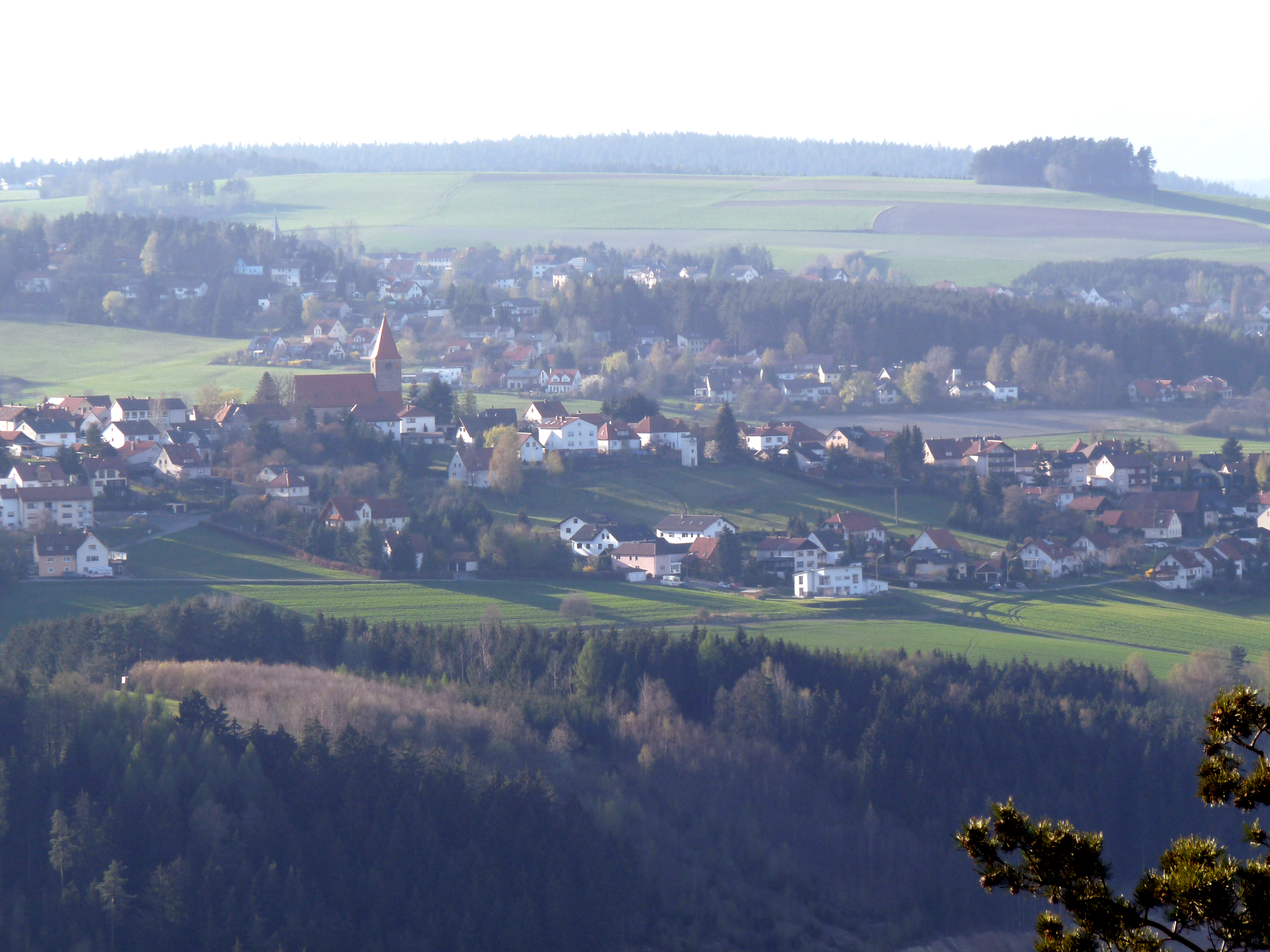
Blick auf Ziegelerden und Gehülz (im Hintergrund)
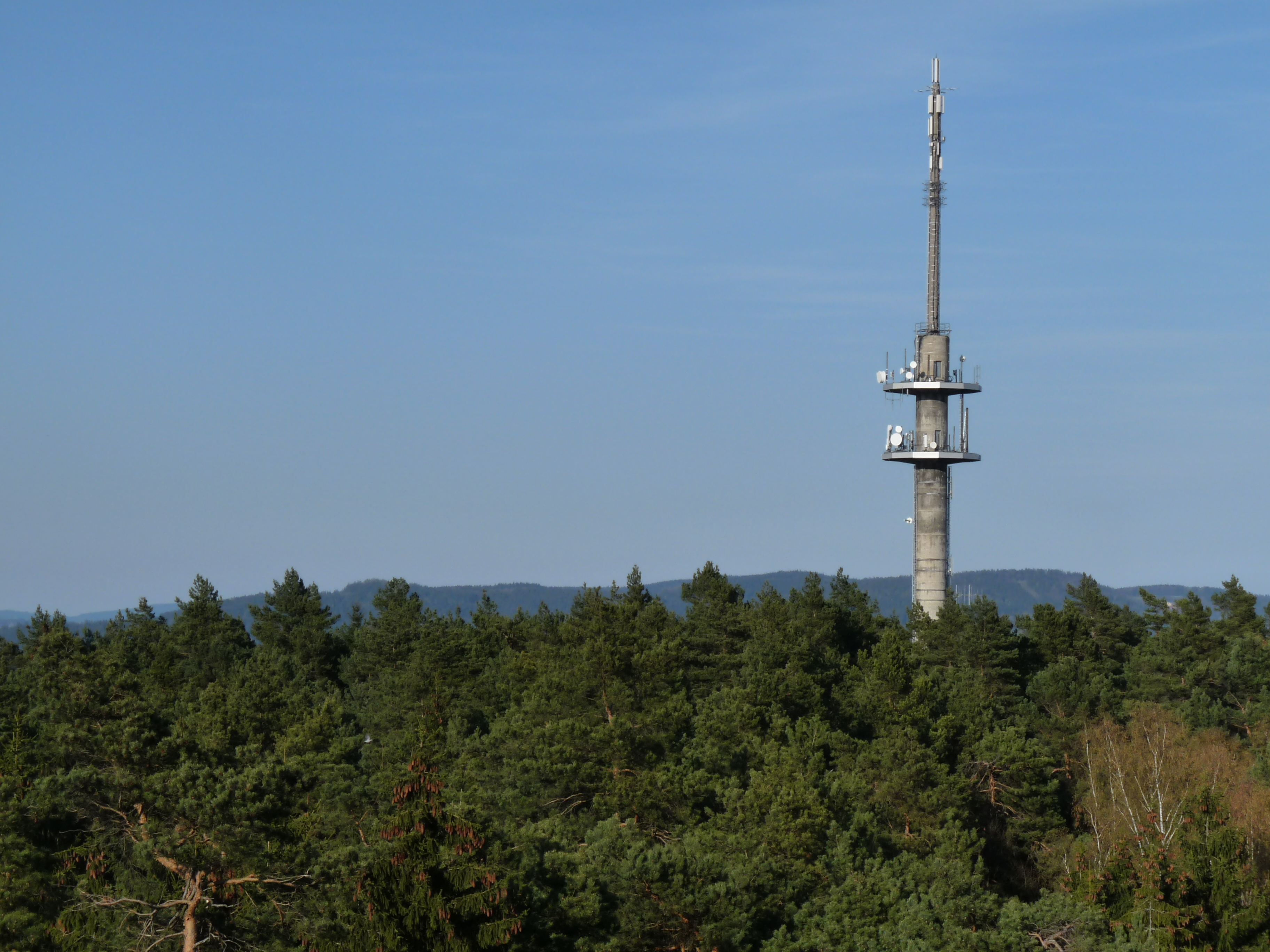
Blick auf den Kronacher Fernsehturm